# Сецино (Західнопоморське воєводство)
Сецино (пол. Siecino) — село в Польщі, у гміні Островіце Дравського повіту Західнопоморського воєводства.
Населення — 149 осіб (2011).
У 1975-1998 роках село належало до Кошалінського воєводства.

## Демографія
Демографічна структура станом на 31 березня 2011 року:
|          | Загалом | Допрацездатний вік | Працездатний вік | Постпрацездатний вік |
| -------- | ------- | ------------------ | ---------------- | -------------------- |
| Чоловіки | 76      | 11                 | 57               | 8                    |
| Жінки    | 73      | 13                 | 49               | 11                   |
| Разом    | 149     | 24                 | 106              | 19                   |